# José López Piteira
El beato fray José López Piteira fue un monje agustino nacido en Cuba que, junto con los demás miembros de la comunidad del Monasterio de San Lorenzo de El Escorial, fue víctima de la Persecución religiosa durante la guerra civil española concretamente en las Matanzas de Paracuellos.
El  28 de octubre de 2007 fue beatificado en Misa Solemne presidida por el Cardenal José Saraiva Martins, C.M.F., Prefecto de la Congregación para las Causas de los Santos en la Plaza de San Pedro en Roma, bajo el Pontificado del Papa Benedicto XVI, convirtiéndose así en el primer beato reconocido por la Iglesia, nacido en Cuba.

## Biografía
Quinto hijo de D. Emilio López Vilelo y Dª. Lucinda Piteira Romero, nació el viernes 2 de febrero de 1912 en Jatibonico, Cuba. Su nacimiento fue asentado en el Registro del Estado Civil de la localidad (Tomo 2, Folio 37) el 26 de febrero del propio año, debido a la manifestación personal del padre. Recibió el sacramento del bautismo el 11 de noviembre de 1913, juntamente con su hermana Purificación, en la Parroquia de Arroyo Blanco  (en esta fecha aún no existía la parroquia de Jatibonico, perteneciente por aquel entonces a la diócesis de Camagüey, hoy diócesis de Ciego de Ávila. El sacramento, recogido en el Libro 11, Folio 8, N.º 150, fue administrado por el presbítero Valeriano Cano y Cano, cura vicario de Morón. Fueron sus padrinos Antonio Fernández y Caridad Fleitas, natural de Canarias.
La familia decidió volverse a España en el año 1916, cuando su hijo José era todavía muy pequeño. Presumiblemente la fecha de su vuelta a la Península fue entre enero-febrero de 1917. Tras su vuelta a la natal Galicia, la familia decide radicarse en Partovia, Carballino, Orense, donde nacerían en los años subsiguientes los restantes cinco hijos de la pareja: Agustín (1918), Inocencio (1921), Julia (1924), José Benito (1926) y Caridad (1930).
De fray José López —como él rubrica en su profesión como monje agustino— cuentan sus contemporáneos que "era de carácter bondadoso y tratable, entusiasta y observante".
A los 12 años de edad ya estudiaba la Enseñanza General bajo régimen interno en el Monasterio Benedictino de Santa María de San Clodio  , en el también municipio orensano de Leiro. En este monasterio realizó varios cursos de latín y humanidades y estudios de Enseñanza Media.
Tras la finalización de su capítulo de estudios con los benedictinos y contando con 16 años, José comenzó el noviciado en el convento de agustinos de Nuestra Señora del Buen Consejo de Leganés, en Madrid. No se sabe con exactitud quién le orientó la vocación hacia los agustinos (Orden de San Agustín, O.S.A.), aunque si la familia López Piteira se encontraba establecida en Partovia, como bien sabemos, se podía buscar una conexión a través de los agustinos de San Lorenzo de El Escorial, los padres Miguel Giráldez Rodríguez, de Leiro, Orense, y su sobrino Manuel Formigo Giráldez, del lugar de Pazos Hermos, parroquia de San Lorenzo de la Peña, municipio de Cenlle, ambos pueblos cercanos a Partovia.
Profesó sus votos simples el 20 de agosto de 1929 y recibió luego su profesión religiosa del prior del convento, P. Natalio Herrero. En el convento de Leganés estudió tres años de filosofía (1929-1932) que completó, con un año más (1932-1933) en el Real Monasterio de San Lorenzo de El Escorial y tres de teología (1933-36). Profesó sus votos solemnes en este Monasterio de San Lorenzo el 16 de julio de 1934, recibidos del prior, padre Juan Monedero, quien será uno de sus compañeros de martirio en 1936.
Antes de los votos solemnes recibió la tonsura el 20 de diciembre de 1934, las órdenes menores de ostiario y lector el 21, y las de exorcista y acólito el 22, en la capilla del palacio episcopal de Madrid, conferidas por Mons. Leopoldo Eijo Garay. El mismo Obispo le ordenó de subdiácono el 6 de abril de 1935, en la capilla del Seminario Diocesano de San Buenaventura de Madrid. El 8 de septiembre del mismo año, en el altar de la Sagrada Forma de la sacristía del Real Monasterio de El Escorial, fue ordenado de diácono por Mons. Francisco Gómez de Santiago, obispo misionero dominico, vicario apostólico de Haiphong en Tonkin Oriental, Vietnam.
No es mucho lo que se conoce de su estancia entre los agustinos debido al poco tiempo que transcurrió desde su profesión de fe. El padre Camblor escribe que era “buen estudiante y aficionado a la música”. Uno de sus compañeros dice textualmente: "Puedo dar testimonio de que manifestó una vocación muy decidida desde el primer momento, a la que correspondió con una vida de piedad muy intensa". Otro añade que fue "un religioso ejemplar".

## Persecución religiosa
Debido a los acontecimientos del 18 de julio de 1936 se desencadenó una gran persecución antirreligiosa en gran parte de España. La numerosa comunidad de agustinos del Real Monasterio de San Lorenzo de El Escorial, donde vivía fray José López Piteira, quedó prisionera en el propio Monasterio.
El 6 de agosto dos policías nacionales, ejecutando órdenes del ministro de Gobernación, condujeron en tres camiones a los 107 religiosos de la comunidad a la Dirección General de Seguridad, de Madrid. Se les tomó declaración. Todos confesaron ser religiosos agustinos. Por eso se les envió a los calabozos donde pasaron el día. A última hora de la tarde fueron encarcelados en el Colegio de San Antón, de los padres escolapios, en la céntrica calle de Hortaleza, situada en el barrio de Chueca de la capital madrileña, convertido en prisión por el ministro Galarza.
Cuando fray José estaba preso en San Antón, la familia realizó gestiones ante funcionarios consulares cubanos y del Ministerio de Asuntos Exteriores de la República para conseguir su libertad por ser ciudadano cubano. Ante esta situación él manifiesta, sin lugar a dudas, su temple de religioso y de amor fraterno para con los demás hermanos agustinos, compañeros de prisión. Es el padre Natalio Herrero, que como prior le conocía desde el año del noviciado, quien nos trasmite el detalle:

"...Es digno de notarse la respuesta del diácono José López Piteira, nacido en Cuba, quien, al decirle que podía hacer valer esa circunstancia para conseguir la libertad, contestó: Están aquí todos ustedes que han sido mis educadores, mis maestros y mis superiores, ¿qué voy a hacer yo en la ciudad? Prefiero seguir la suerte de todos, y que sea lo que Dios quiera...
padre Natalio Herrero, prior.

Pasaron casi cuatro meses de privaciones y de sufrimientos. Tras ser juzgados sumariamente, fueron condenados por su simple condición de religiosos. El nombre de fray José fue incluido en una «saca de la muerte», y llamado a primeras horas de la mañana del último día de noviembre, festividad de San Andrés, Apóstol y mártir. Después de haberle despojado de todo, le ataron las manos atrás y le condujeron, con otros 50 agustinos, a Paracuellos de Jarama, a las afueras de Madrid, donde fueron sacrificados el 30 de noviembre de 1936, dando verdaderas muestras de entereza y fe ante los propios verdugos que les mataron, tanto es así que estos quedaban admirados de su valor y fortaleza cristianas. En ese mismo año debió de terminar sus estudios y poder realizar su sueño de ser ordenado sacerdote.
Entre los frailes agustinos que fueron sus compañeros de estudios, casi todos ellos martirizados junto con él, uno de los que les sobrevivió fue el insigne musicólogo español, el Padre Samuel Rubio Calzón O.S.A.
Murió, como todos los demás, perdonando a sus propios verdugos, a imitación del Maestro desde la Cruz y con el grito de ¡Viva Cristo Rey!

## Etapas de la Causa Post-Martirial por Papados
Bajo el Pontificado del venerable Papa Pío XII:
- 1940 - 1950 > En esta década comienza la fase de recopilación primaria de información sobre todos los mártires en las distintas 4 casas de la Orden de San Agustín en la provincia de Madrid.
- 1950 - 1957 > Se realizó la fase diocesana del proceso en el entonces Obispado de Madrid-Álcala.

Bajo el Pontificado del Papa san Juan XXIII:
- Diciembre de 1958 > Se remite a Roma el expediente con el trasunto de la Causa encabezada con el nombre de "Avelino Rodríguez y 64 compañeros mártires de la Orden de San Agustín".

Bajo los Pontificados de los Papas san Juan XXIII, san Pablo VI y el beato Juan Pablo I:
- 1959 - 1979 > Los procesos de beatificación permanecen archivados, durante los períodos Pre y Post Conciliares.

Bajo el Pontificado del Papa san Juan Pablo II:
- 1981 - 1985 > Se reabren todos los procesos de beatificación por Martirio pendientes.
- 29 de mayo de 1987 > Son beatificadas las primeras víctimas de la Persecución religiosa durante la guerra civil española en las figuras de 3 Religiosas Carmelitas de la provincia de Guadalajara.
- 27 de abril de 1990 > Todas las causas agustinianas super martyrio se unifican en una sola. Las 5 originalmente presentadas serán conocidas a partir de esta fecha con el nombre "Avelino Rodríguez, sacerdote profeso O.S.A. y 97 compañeros mártires de la Orden de San Agustín, además de 6 compañeros del clero secular".
- 27 de noviembre de 1991 > Se reconoce la validez la Causa del P. Avelino y demás compañeros mártires.
- 1992 -1996 > Preparación del nuevo material de los Procesos unificados que dieron lugar a dos volúmenes (el segundo de ellos en 2 tomos) formados por la Informatio y la Sumario, imprimiéndose todo bajo el nombre Positio super Martyrio con un total de 1798 páginas.
- 10 de septiembre de 1996 > Se entregó la Positio a la Congregación para las Causas de los Santos.
- 1997 - 2005 > Años de espera para que les tocase su turno de ser exáminadas por las Comisiones pertinentes.
- 11 de marzo de 2005 > Una vez exáminados en profundidad los 5 procesos unificados, una Comisión de 9 teólogos se pronuncia mayoritariamente a favor de que los 104 mártires comprendidos en la Causa del Siervo de Dios Avelino y Compañeros mártires puedan ser declarados pronto Mártires de Cristo, con el beneplácito del Santo Padre.

Bajo el Pontificado del Papa Benedicto XVI:
- 9 de enero de 2007 > Lo aprobado por la Comisión de Teólogos 2 años antes, recibió el visto bueno de la Congregación Ordinaria de Cardenales de la Congregación para las Causas de los Santos.
- 1 de junio de 2007 > Su Santidad el Papa Benedicto XVI firma el Decreto de Martirio.
- 4 de julio de 2007 > Se da a conocer la fecha de beatificación para el último domingo de octubre de ese mismo año.

## Beatificación
La ceremonia de beatificación tuvo lugar el domingo 28 de octubre de 2007 en la Plaza de San Pedro, en Roma. En ella, la Iglesia reconoció públicamente la condición de mártir de 498 Siervos de Dios, entre los que se cuentan obispos, sacerdotes, diáconos, religiosos y religiosas, así como laicos.